# Трибухівський ліс (заказник)
Трибухі́вський ліс — лісовий заказник місцевого значення в Україні, розташований на межі Літинського та Хмільницького районів. Об'єкт природно-заповідного фонду Хмельницької області. 
Розташований у межах Дунаєвецького району Хмельницької області, на південь від села Трибухівка. 
Площа 120 га. Статус присвоєно згідно з рішенням облвиконкому від 26.10.1990 року № 194. Перебуває у віданні ДП «Кам'янець-Подільський лісгосп» (Дунаєвецьке л-во, кв. 60). 
Статус присвоєно для збереження частини лісового масиву з насадженнями дуба і граба, у домішку — береза, ясен, сосна, ялина. На окремих ділянках зростають вільха чорна, тополя, верба, липа серцелиста, акація біла, гледичія та фруктові дерва. 
Серед весняних ефемероїдів у трав'яному покриві домінує анемона дібровна, також поширені анемона жовтецева, рівноплідник рутвицелистий, рясти ущільнений і порожнистий, зубниці залозиста і бульбиста, зірочки жовті та малі. Заказник має важливе грунтозахисне значення.

## Історія
Протягом різних років цей ліс неодноразово ставав місцем для організації підпільної діяльності і боротьби за незалежність України. Зокрема, 5 червня 1944 року тут відбувся вирішальний бій між загоном УПА-Південь під командуванням сотника «Шуляка» та підрозділами НКВС. Згідно з архівними документами, в бою загинуло 67 повстанців, які намагалися зупинити просування каральних військ.
Цей епізод був частиною каральної операції НКВС, що тривала протягом 3-5 червня, в боях брали участь до 15 тисяч радянських військових, а для блокування лісових доріг використовували танки та авіацію. Незважаючи на чисельну перевагу противника, повстанці успішно вели партизанську війну, організувавши низку засідок у ключових місцях проходження військових.
Про цю битву не було відомо протягом багатьох років. Місце загибелі повстанців у червні 1944 року віднайшли 2008 року, тоді ж там було насипано символічну могилу та встановлено пам’ятний хрест. Археологічні розкопки 2008 року виявили масові поховання, таким чином було підтверджено масштаби трагедії.
У 2017 та 2019 роках на місцях боїв встановлено пам'ятні знаки у вигляді козацьких хрестів. Відтоді там щорічно відбуваються вшанування памʼяті героїв. 